# Терёхино (Новокузнецкий район)
Терёхино — посёлок в Новокузнецком районе Кемеровской области. Входит в состав Терсинского сельского поселения.

## География
Центральная часть населённого пункта расположена на высоте 187 метров над уровнем моря.

## Население
По данным Всероссийской переписи населения 2010 года, в посёлке Терёхино проживает 494 человека (242 мужчины, 252 женщины).

## Экономика
- Терёхинский завод напитков